# ホシムクドリ

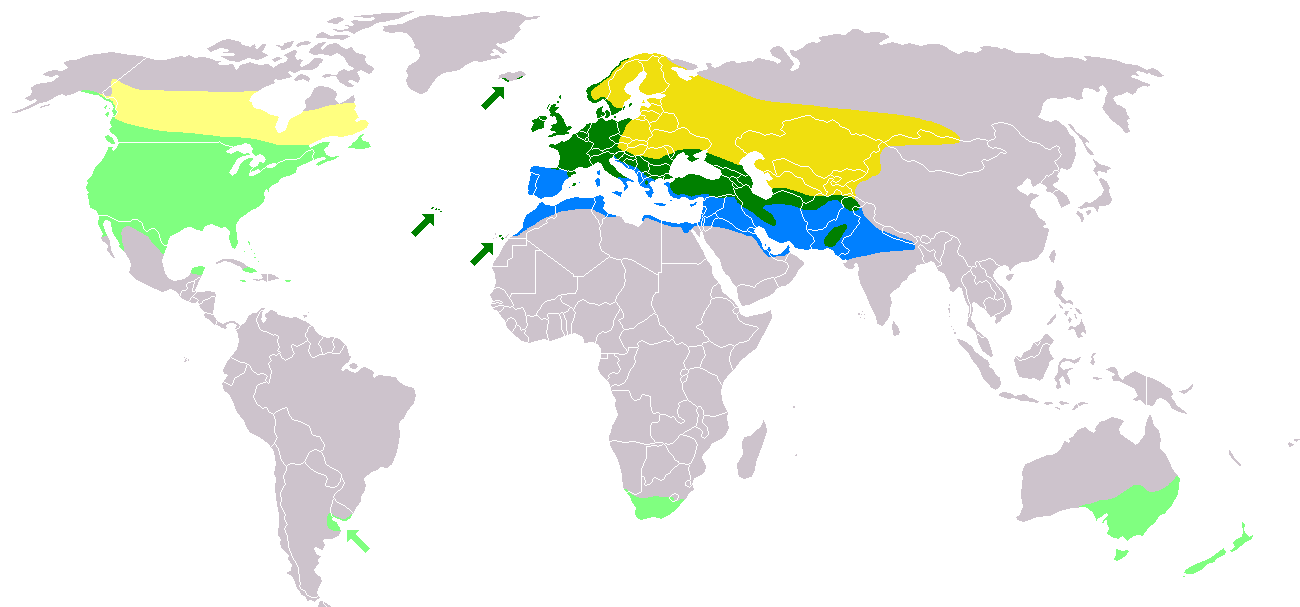
自然分布：
繁殖地
周年生息地
越冬地
移入分布：
繁殖地
周年生息地

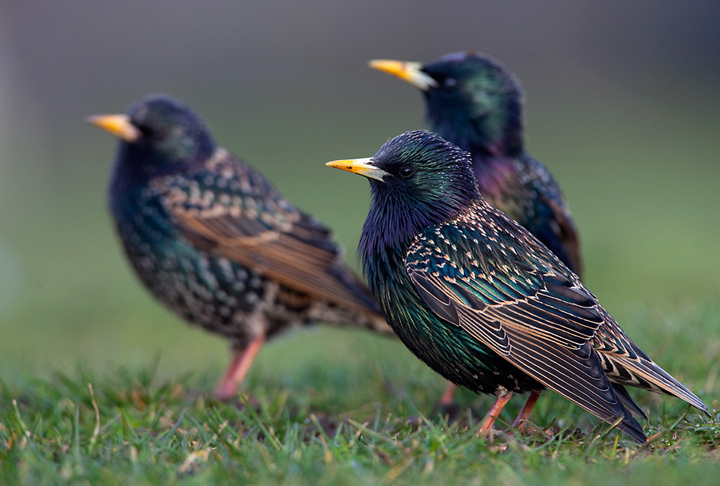
夏羽

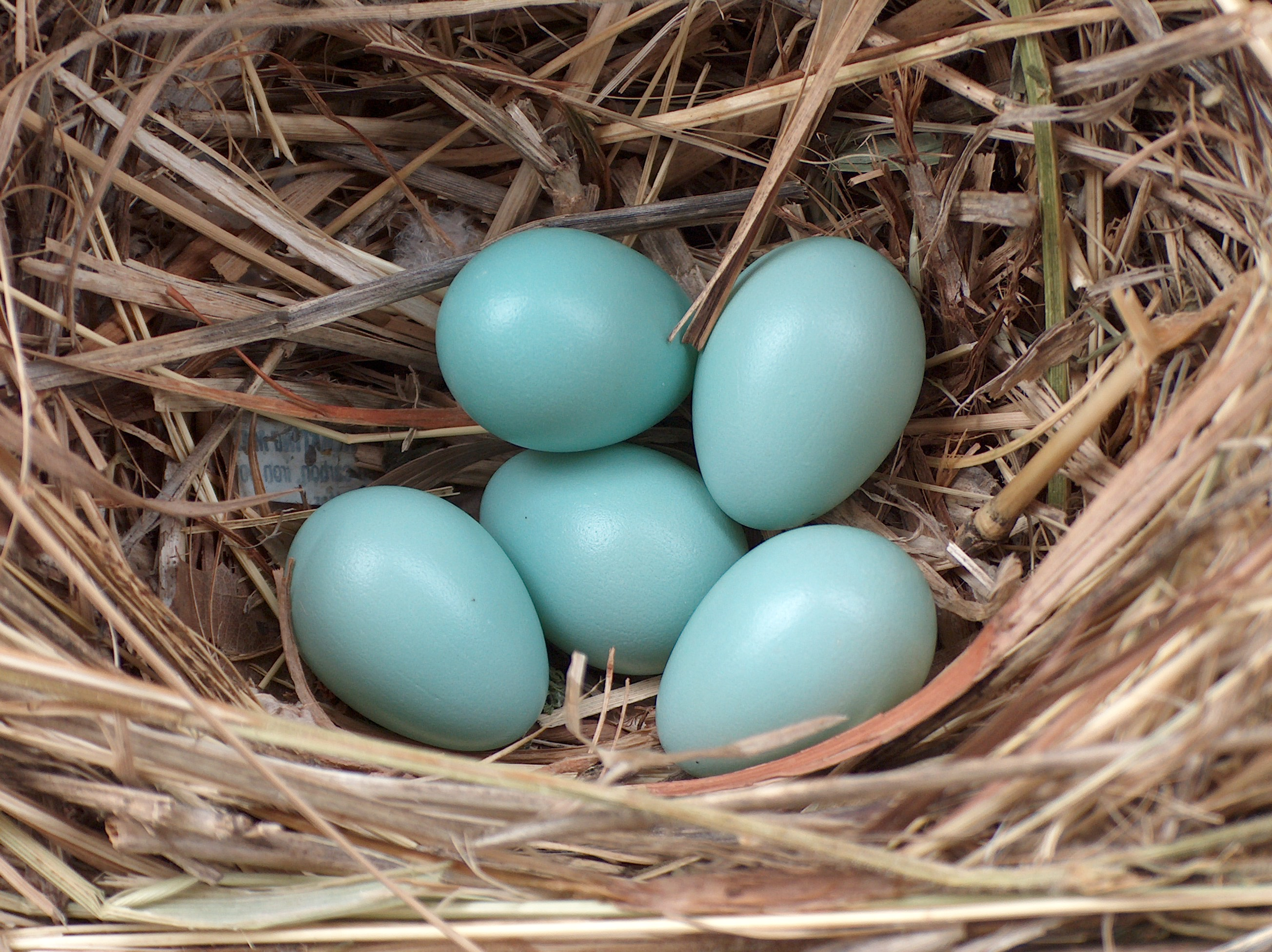
淡緑青色の卵

ホシムクドリ （星椋鳥、学名：Sturnus vulgaris ） は、スズメ目ムクドリ科に分類される鳥類の一種である。
名前の由来は、暗い体色に星状の斑点がちりばめられていることによる。

## 分布
ヨーロッパ東部、スカンジナビア半島、ロシア西部からバイカル湖周辺までの広い地域で繁殖し、冬季は中央アジアやイラン、アラビア半島、アフリカの地中海沿岸の地域に渡り越冬する。
北アメリカの広い範囲やハワイ、オーストラリア、ニュージーランド、南アフリカ共和国等には、他の地域から持ち込まれた個体が外来種として生息する。
日本には亜種 S. v. poltaratskyi が、数少ない冬鳥として渡来するが、西南日本での記録が多い。ほとんどが単独の渡来だが、島根県や鹿児島県では、毎年少数の群れが越冬している。

## 亜種
- S. vulgaris granti - アゾレス諸島[2]。
- S. vulgaris vukgaris (Linnaeus, 1758) 基亜種 - カナリア諸島、アイスランドからウラル山脈（ロシア）、ウクライナ北部、ヨーロッパ南東部[2]。
- S. vulgaris faroensis - フェロー諸島[2]。
- S. vulgaris zetlandicus - シェトランド諸島[2]。
- S. vulgaris tauricus - ウクライナ東・南部、クリミア半島、小アジア[2]。
- S. vulgaris purpurascens - 南コーカサス西部からグルジア、アルメニア[2]。
- S. vulgaris caucasicus - ヴォルガ川デルタ、コーカサス北部からカスピ海、イラン南部[2]。
- S. vulgaris nobilior - アフガニスタン、ザカスピ州、ホラーサーン[2]。
- S. vulgaris poltaratskyi (Finsch, 1878) 亜種ホシムクドリ[3] - ウラル山脈東部からバイカル湖、カザフスタン、モンゴル西部[2]。
- S. vulgaris porphyronotus - ジュンガル盆地、天山山脈からパミール高原、サマルカンド[2]。
- S. vulgaris humii - ヒマラヤ西部（カシミールから Garhwal）[2]。
- S. vulgaris minor - パキスタン西部地方（シンド州）[2]。

## 形態
全長約21cm (20-23cm)。体重82g。ムクドリよりやや小型であり、くちばしもやや細い。冬羽は全体が光沢のある黒色で、白や黄白色の斑が散らばっている。足は赤黒く、嘴は黒色である。夏羽では、斑が目立たなくなる。雌雄同色である。

## 生態
農耕地、市街地や開けた林などに生息する。日本ではムクドリの群れに混じっていることが多い。
淡緑青色の卵を4-6個産み、14-15日抱卵する。卵の大きさは2.7-3.15cm × 2.0-2.3cm。日本では繁殖しない。

## 人間との関係
原産地のヨーロッパ、19世紀に移入された北アメリカ、オーストラリア、ニュージーランド、南アフリカなどにおいて、ムクドリ科特有の集団就眠による騒音や糞害、さらには果樹や野菜への食害といった行動により害鳥とされている。日本では稀に見られる冬鳥であり、被害こそ少ないが害鳥とされている。
多様な環境に適応できる。移入先では生態的に優位な位置に落ち着いて大増殖し、在来鳥類の繁殖を阻害するため世界の侵略的外来種ワースト100 （IUCN, 2000）選定種に選定されている。
北アメリカでの個体数は約2億羽と推定されているが、全て1890-91年にかけてアメリカ順化協会の設立者ユージン・シーフリンがヨーロッパから輸入してニューヨークのセントラルパークで放ったおよそ100羽の子孫である。なお、この移入に関してはシーフリンが、ウィリアム・シェイクスピアの戯曲に登場する、全ての鳥をアメリカに定着させたかったから、という理由付けがよくされるが、それを裏付ける確実な証拠はなく、あくまで推測の域を出ない都市伝説である。
作曲家のモーツァルトは、ムクドリをペットとして飼っていたというエピソードが残され、彼の作曲したピアノ協奏曲第17番の第3楽章には、そのムクドリのさえずりを基にした旋律が主題として用いられているといわれるが、これはホシムクドリについての逸話である。

## 画像

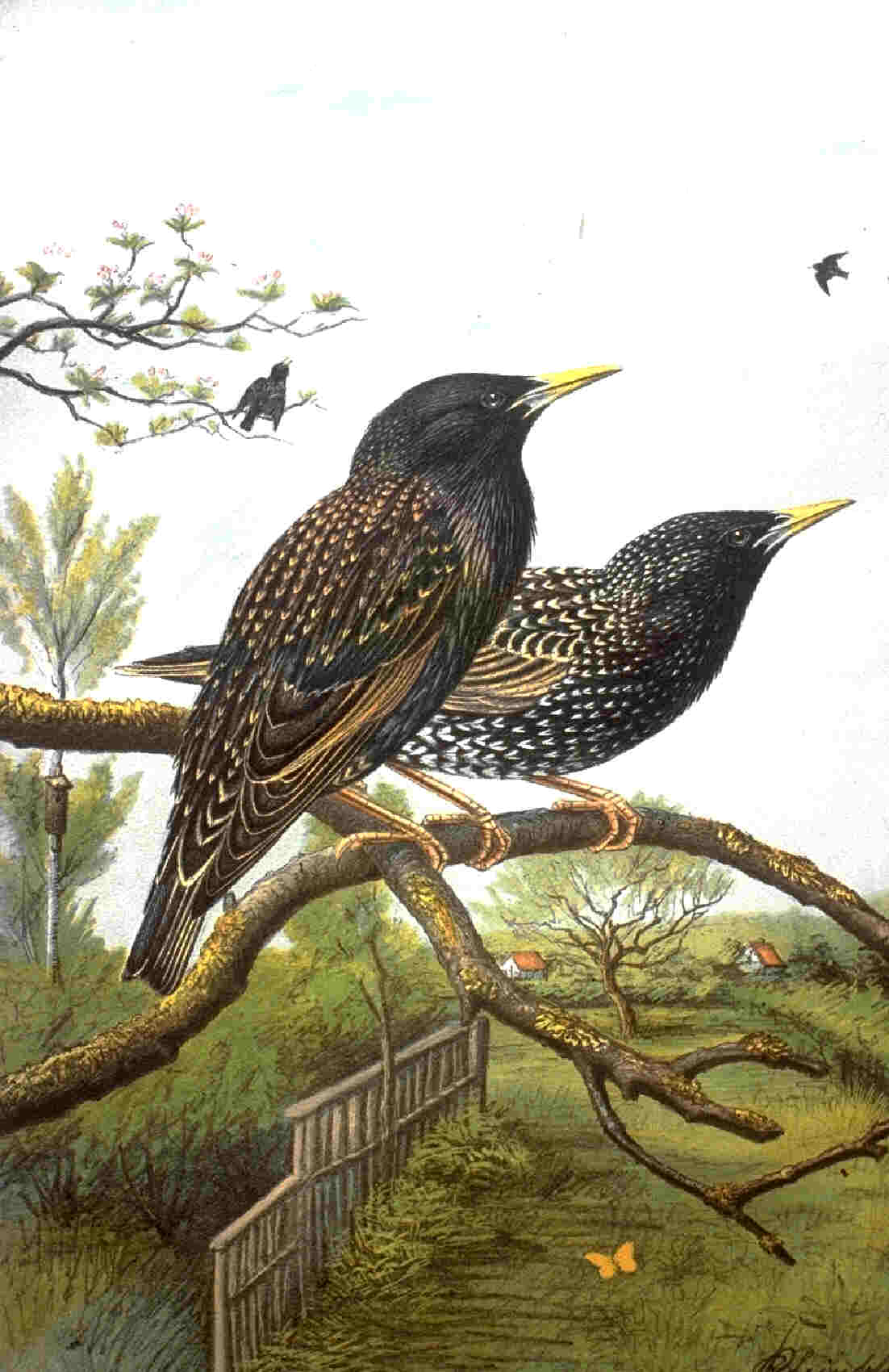
ホシムクドリ